# Sonneville
Pour les articles homonymes, voir Sonneville (homonymie).
Ne pas confondre avec Sonneville, ancienne paroisse intégrée à la commune de Lignières-Sonneville, dans le même département.
Sonneville est une ancienne commune du Sud-Ouest de la France, située dans le département de la Charente dans la région Nouvelle-Aquitaine, devenue le 1er janvier 2016 une commune déléguée au sein de la commune nouvelle de Rouillac, avec Plaizac.
Ses habitants sont les Sonnevillois et les Sonnevilloises.

## Géographie

### Localisation et accès
Sonneville est une commune de l'ouest du département de la Charente limitrophe avec la Charente-Maritime située à 6 km au nord-ouest de Rouillac et 28 km d'Angoulême, sur la route de Saint-Jean-d'Angély.
Le bourg de Sonneville est aussi à 14 km au nord de Jarnac, 15 km au sud-ouest d'Aigre, 16 km au sud-est de Matha, 19 km au nord-est de Cognac et 34 km au sud-est de Saint-Jean-d'Angély.
La commune est traversée par la D 939, ancienne route nationale d'Angoulême à La Rochelle par Saint-Jean-d'Angély entre Rouillac et Matha, qui contourne le bourg par le sud. La D 75, route départementale transversale de moindre importance, dessert ce dernier, en direction d'Aigre au nord et Cognac et Jarnac au sud.

### Hameaux et lieux-dits
Les principaux hameaux de la commune sont : la Fuie et le Rondail à l'est, Mortier et chez Beillard au nord, le Petit Bordeaux au sud-ouest sur la route d'Herpes, ainsi que les Renclos et la Touche qui sont des écarts.

### Communes limitrophes
|                                        | Anville (Val-d'Auge) | Montigné (Val-d'Auge) |
| Neuvicq-le-Château (Charente-Maritime) | Sonneville           | Rouillac              |
|                                        | Mareuil              |                       |

### Géologie et relief
La commune occupe un plateau calcaire qui appartient au Portlandien (Jurassique supérieur). Quelques zones de grèzes sont situées au nord du bourg et au sud de la commune,,.
Le relief est celui d'un plateau légèrement incliné vers le sud-ouest, d'une altitude moyenne relativement élevée de 130 m. Le point culminant de la commune est à une altitude de 162 m, situé sur la limite sud-est près de la Fuie. Le point le plus bas est à 68 m, situé à l'ouest sur la limite départementale après le Petit Bordeaux. Le bourg est à 100 m d'altitude.

### Hydrographie
Aucun cours d'eau ne traverse la commune, mais son bassin versant est principalement celui du Tourtrat, qui prend sa source plus au sud-ouest, sous-affluent de la Charente par la Soloire. Au nord-est de la commune, le bassin est celui de l'Auge ou Sauvage, affluent de la Charente vers Marcillac-Lanville.

### Climat
Comme dans les trois quarts sud et ouest du département, le climat est océanique aquitain.

## Toponymie
Les formes anciennes sont Sonovilla en 1151, Sonavilla en 1328, Sennonvillam.
L'origine du nom de Sonneville remonterait à un nom de personne germanique Sunno auquel est apposé le suffixe -villa, ce qui correspondrait à « domaine de Sunno »,.
Les noms en -ville en Charente, fréquents entre Barbezieux et Châteauneuf et entre Rouillac et Aigre, seraient issus des implantations franques après le VIe siècle en Aquitaine, comme au sud-est de Toulouse.

## Histoire
Aux XVIIe et XVIIIe siècles, la paroisse de Sonneville dépendait de la généralité de La Rochelle.
En 1691, les deux tiers de cette paroisse formaient une seigneurie, dite de Sonneville, relevant de la baronnie de Tourriers, et précédemment aussi de celle de Montignac. Il était dû à l'évêque d'Angoulême un hommage particulier, dont les droits consistaient en la justice haute, moyenne et basse, rentes et agriers, devoir symbolisé par une paire d'éperons dorés. Le troisième tiers était le fief du Petit-Bordeaux, possédant les trois justices et les mêmes droits, mais relevait pour une part de l'abbaye de Saint-Amant-de-Boixe, et pour une autre, du fief des Bouchauds, devoir symbolisé par une paire d'éperons blancs. Ce fief était en partie sur la paroisse de Neuvicq.
En 1576, on trouve Antoine Brouard (ou Brouhard) comme seigneur de Sonneville et des Leurres. Du XVe au XVIe siècle, la seigneurie de Sonneville appartenait aux Brouard, puis elle est passée par mariage en 1599 aux Bardonin (ou Bardonnin), qui l'ont conservée jusqu'à la Révolution,.
Jusqu'au XIXe siècle, la terre assez pauvre était inculte et il y avait peu d'agriculture, puis la vigne s'est développée jusqu'à la crise du phylloxéra. Depuis, elle a été un peu reconstituée, mais au tout début du XXe siècle les agriculteurs se sont tournés vers l'élevage laitier en créant des prairies artificielles.
Pendant la première moitié du XXe siècle, la commune était aussi desservie par la petite ligne ferroviaire d'intérêt local à voie métrique des Chemins de fer départementaux, la ligne d'Angoulême à Matha, appelée le Petit Rouillac.

## Administration
| Période                                  | Période  | Identité          | Étiquette | Qualité     |
| ---------------------------------------- | -------- | ----------------- | --------- | ----------- |
| janvier 2016                             | mai 2020 | Philippe Turqat   | SE        | Agriculteur |
| mai 2020                                 | En cours | Nicole Lanfranchi | SE        |             |
| Les données manquantes sont à compléter. |          |                   |           |             |

| Période                                  | Période       | Identité        | Étiquette | Qualité     |
| ---------------------------------------- | ------------- | --------------- | --------- | ----------- |
| Les données manquantes sont à compléter. |               |                 |           |             |
| 1983                                     | décembre 2015 | Philippe Turqat | SE        | Agriculteur |

### Fiscalité
La fiscalité est d'un taux de 17,24 % sur le bâti, 46,18 % sur le non bâti, et 8,88 % pour la taxe d'habitation (chiffres 2007).
La communauté de communes de Rouillac prélève 10,80 % de taxe professionnelle.

## Démographie

### Évolution démographique
L'évolution du nombre d'habitants est connue à travers les recensements de la population effectués dans la commune depuis 1793. À partir du 1er janvier 2009, les populations légales des communes sont publiées annuellement dans le cadre d'un recensement qui repose désormais sur une collecte d'information annuelle, concernant successivement tous les territoires communaux au cours d'une période de cinq ans. 
Pour les communes de moins de 10 000 habitants, une enquête de recensement portant sur toute la population est réalisée tous les cinq ans, les populations légales des années intermédiaires étant quant à elles estimées par interpolation ou extrapolation. Pour la commune, le premier recensement exhaustif entrant dans le cadre du nouveau dispositif a été réalisé en 2008,.
En 2013, la commune comptait 230 habitants, en évolution de +10,58 % par rapport à 2008 (Charente : +0,65 %, France hors Mayotte : +2,49 %).
| 1793 | 1800 | 1806 | 1821 | 1831 | 1841 | 1846 | 1851 | 1856 |
| ---- | ---- | ---- | ---- | ---- | ---- | ---- | ---- | ---- |
| 489  | 456  | 523  | 505  | 505  | 507  | 504  | 510  | 509  |

| 1861 | 1866 | 1872 | 1876 | 1881 | 1886 | 1891 | 1896 | 1901 |
| ---- | ---- | ---- | ---- | ---- | ---- | ---- | ---- | ---- |
| 517  | 508  | 485  | 462  | 435  | 413  | 380  | 385  | 365  |

| 1906 | 1911 | 1921 | 1926 | 1931 | 1936 | 1946 | 1954 | 1962 |
| ---- | ---- | ---- | ---- | ---- | ---- | ---- | ---- | ---- |
| 361  | 350  | 315  | 308  | 278  | 275  | 260  | 254  | 274  |

| 1968 | 1975 | 1982 | 1990 | 1999 | 2008 | 2013 | - | - |
| ---- | ---- | ---- | ---- | ---- | ---- | ---- | - | - |
| 251  | 246  | 233  | 217  | 218  | 208  | 230  | - | - |

### Pyramide des âges
La répartition de la population de la commune par tranches d'âge est, en 2007, la suivante :
- 49,5 % d’hommes (0 à 14 ans = 21,4 %, 15 à 29 ans = 12,6 %, 30 à 44 ans = 22,3 %, 45 à 59 ans = 22,3 %, plus de 60 ans = 21,4 %) ;
- 50,5 % de femmes (0 à 14 ans = 13,3 %, 15 à 29 ans = 15,2 %, 30 à 44 ans = 20 %, 45 à 59 ans = 20 %, plus de 60 ans = 31,5 %).

La population de la commune est relativement âgée. Le taux de personnes d'un âge supérieur à 60 ans (26,4 %) est en effet supérieur au taux national (21,6 %) tout en étant toutefois inférieur au taux départemental (26,6 %).
À l'instar des répartitions nationale et départementale, la population féminine de la commune est supérieure à la population masculine. Le taux (50,5 %) est du même ordre de grandeur que le taux national (51,6 %).
| Hommes | Classe d’âge | Femmes |
| ------ | ------------ | ------ |
| 2,9    | 90 ans ou +  | 1,9    |
| 3,9    | 75 à 89 ans  | 8,6    |
| 14,6   | 60 à 74 ans  | 21,0   |
| 22,3   | 45 à 59 ans  | 20,0   |
| 22,3   | 30 à 44 ans  | 20,0   |
| 12,6   | 15 à 29 ans  | 15,2   |
| 21,4   | 0 à 14 ans   | 13,3   |

| Hommes | Classe d’âge | Femmes |
| ------ | ------------ | ------ |
| 0,5    | 90 ans ou +  | 1,6    |
| 8,2    | 75 à 89 ans  | 11,8   |
| 15,2   | 60 à 74 ans  | 15,8   |
| 22,3   | 45 à 59 ans  | 21,5   |
| 20,0   | 30 à 44 ans  | 19,2   |
| 16,7   | 15 à 29 ans  | 14,7   |
| 17,1   | 0 à 14 ans   | 15,4   |

## Économie

### Agriculture
La viticulture occupe la moitié de l'activité agricole. La commune est classée dans les Fins Bois, dans la zone d'appellation d'origine contrôlée du cognac.

## Lieux et monuments

### Patrimoine religieux

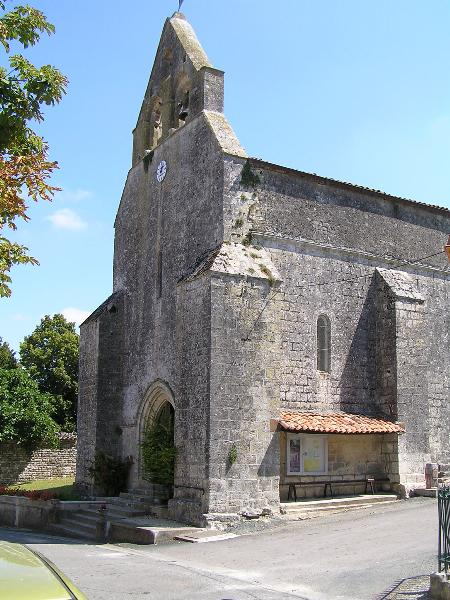
Église

L'église paroissiale Saint-Pierre date du XIIe siècle et a été remaniée par la suite. Elle possède un clocher-mur. Elle contient un des rares retables en pierre du département. Il est inscrit monument historique au titre objet depuis 2002, ainsi que d'autres objets liturgiques.

### Patrimoine civil

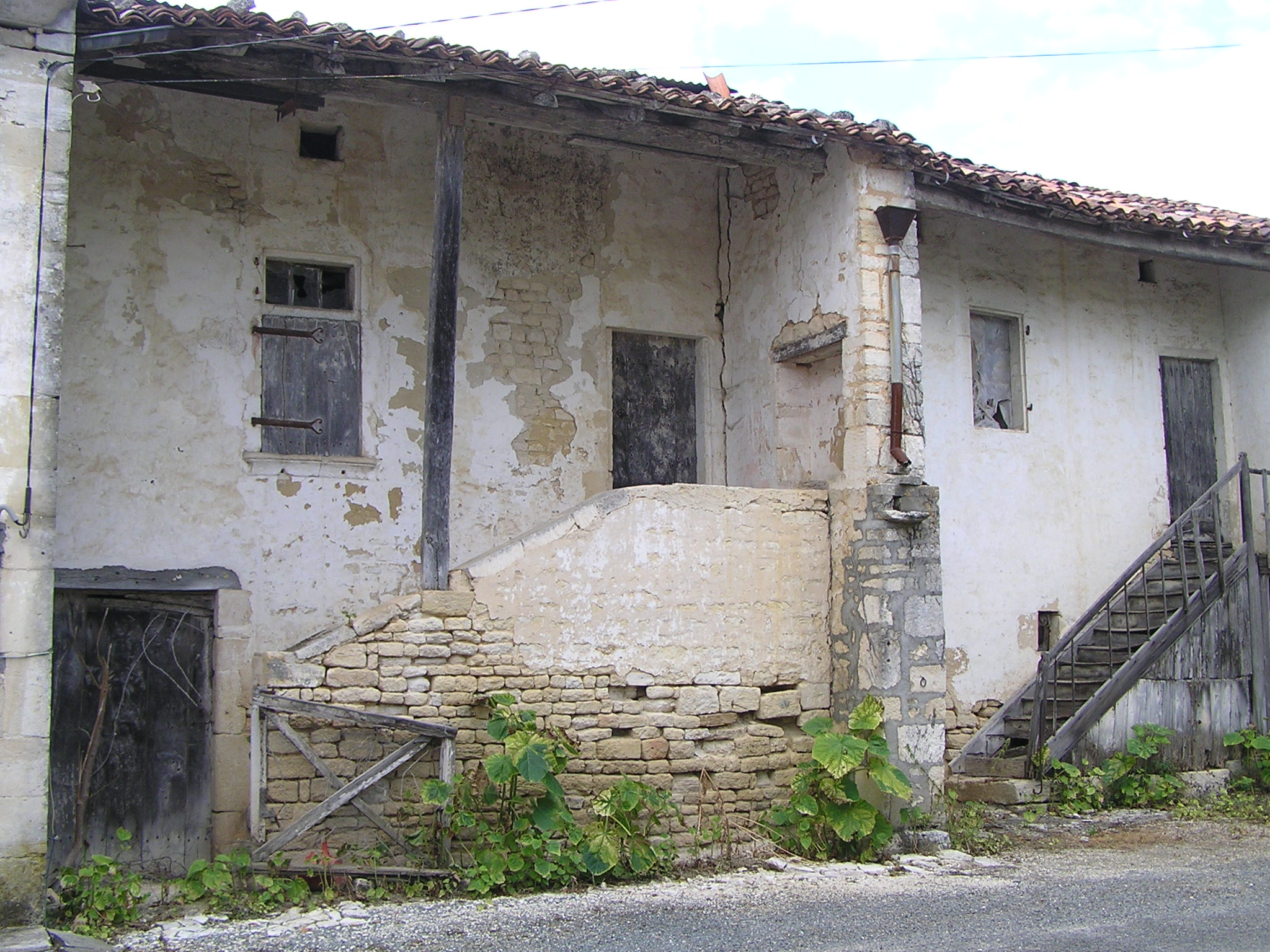
Maisons.
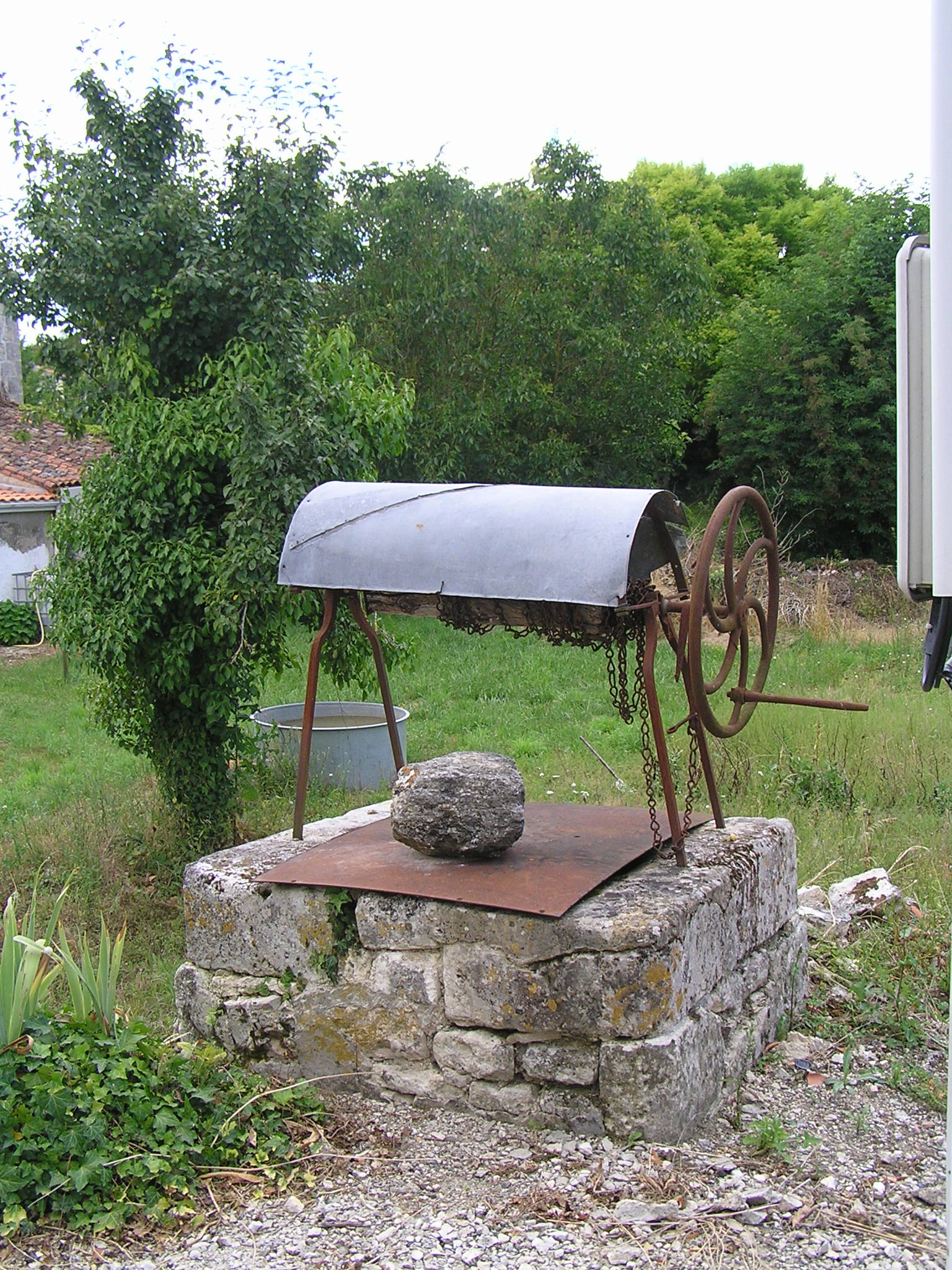
Puits.
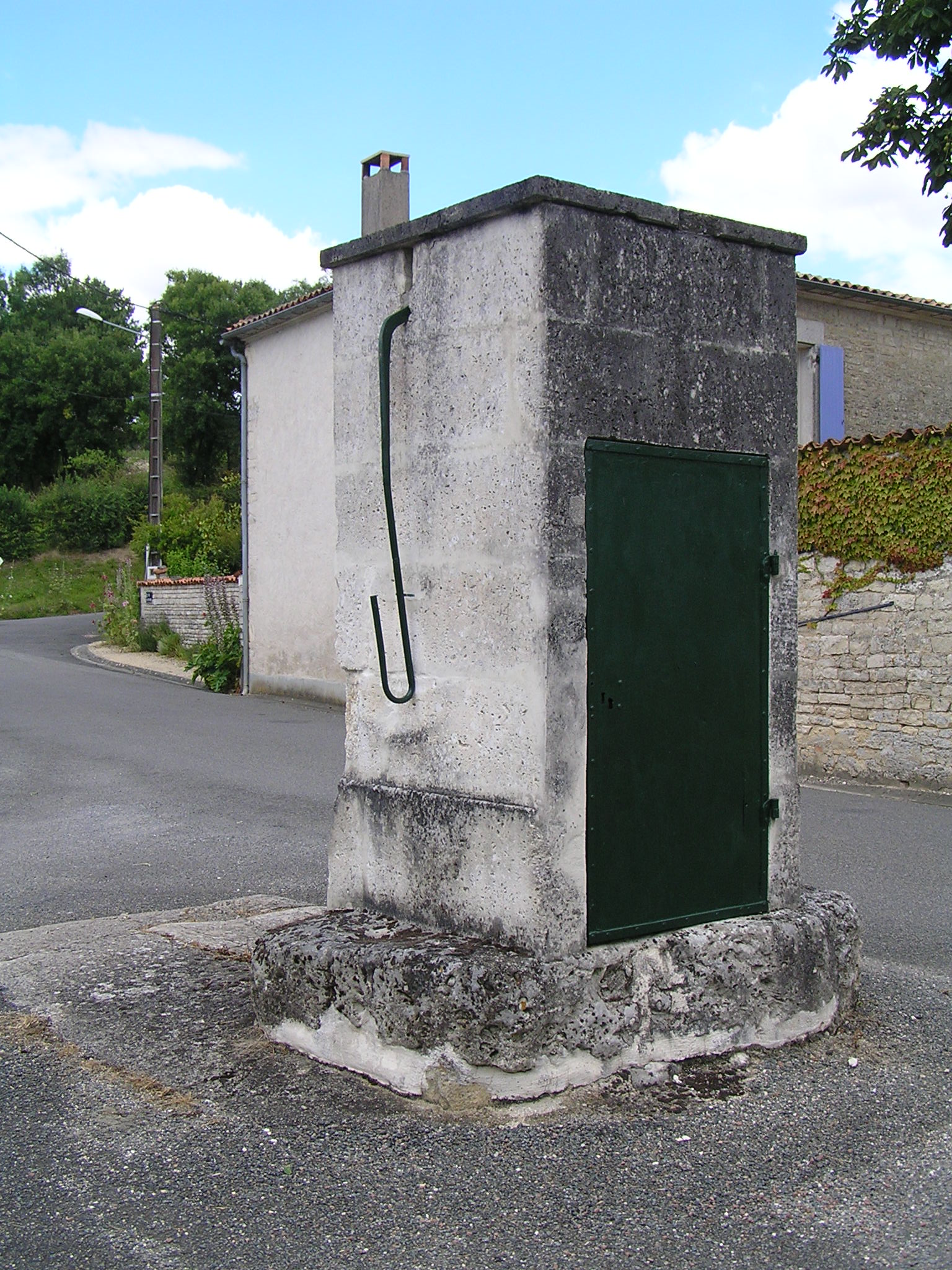
Puits.
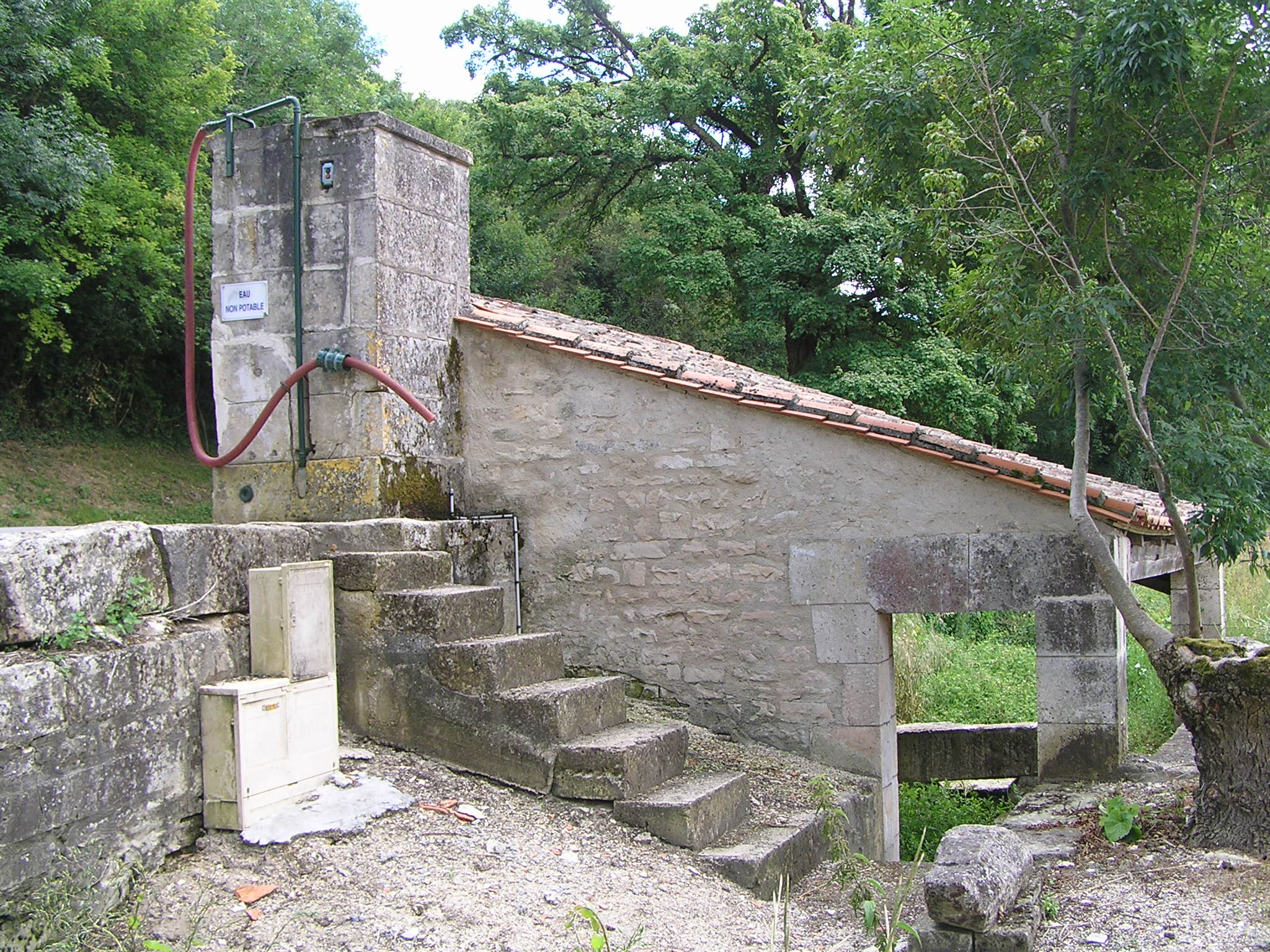
Lavoir.

## Personnalités liées à la commune
- Denise de Sonneville-Bordes (1919-2008), préhistorienne, est née à Sonneville.